# 小报新闻

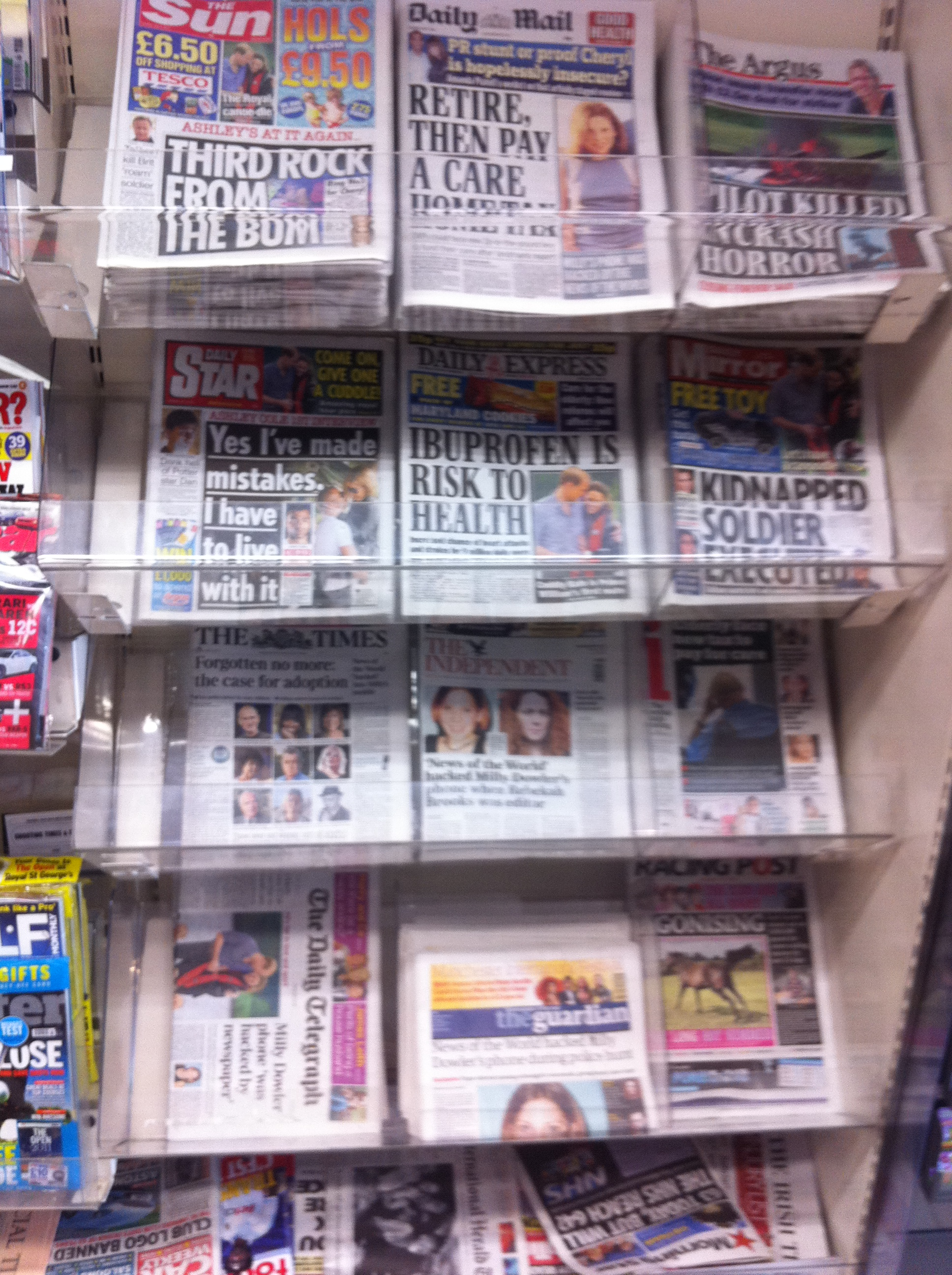
英国小报陈列架

小报新闻是一种類型的新聞，此類被報道的新聞大多耸人听闻，有时无法证实，甚至是假新聞。之所以稱為小報新聞是因為報道小報新聞的報紙大多較小，即小報。由於小報新聞通常與不實新聞有關，所以此類媒體經常被人起诉涉嫌诽谤，而且媒體很有可能會敗訴。
進入21世紀10年代，小报新闻媒體更多的通過在线平台發佈內容，这些平台同樣通过未經證實的名流和娱乐新聞吸引眼球。